# اتوزایکی
اتوزایکی (به ترکی آذربایجانی: Otuziki) یک منطقه مسکونی در جمهوری آذربایجان است که در شهرستان ایمیشلی واقع شده است. اتوزایکی ۱۳۹۹ نفر جمعیت دارد.

## دین
در مسجد جامع اتوزایکی به‌نام سیّد میرآقا یک هیئت مذهبی وجود دارد.